# Jan Pinkava
Jan Jaroslav Pinkava (ur. 21 czerwca 1963 w Pradze) – czeski reżyser filmów animowanych. Twórca filmu Geri's Game, który zdobył Oscara w 1998 r. w kategorii krótkometrażowego filmu animowanego.